# Моска, Агапито
Агапито Моска (итал. Agapito Mosca; 28 апреля 1678, Пезаро, Папская область — 21 августа 1760, Рим, Папская область) — итальянский куриальный кардинал и доктор обоих прав. Кардинал-дьякон с 1 октября 1732, с титулярной диаконией Сан-Джорджо-ин-Велабро с 19 ноября 1731 по 11 марта 1743. Кардинал-дьякон с титулярной диаконией Сант-Агата-ин-Субурра с 11 марта 1743 по 21 августа 1760.